# Tamás Gábor
Tamás Gábor (24. dubna 1932 – 6. května 2007 Budapešť, Maďarsko) byl maďarský sportovní šermíř, který se specializoval na šerm kordem. Maďarsko reprezentoval v padesátých a šedesátých letech. Na olympijských hrách startoval v roce 1960 a 1964 v soutěži jednotlivců a družstev. V roce 1962 obsadil druhé místo na mistrovství světa, kterým navázal na třetí místo z roku 1961. S maďarským družstvem kordistů vybojoval zlatou olympijskou medaili v roce 1964 a v roce 1959 vybojoval s družstvem titul mistra světa.